# Acacia barakulensis
Acacia barakulensis är en ärtväxtart som beskrevs av Leslie Pedley. Acacia barakulensis ingår i släktet akacior, och familjen ärtväxter. Inga underarter finns listade i Catalogue of Life.